# 阿里·本·賽義德
騎士總司令賽義德-阿里·本·賽義德·布賽義迪（阿拉伯语：‎；約1854年-1893年3月5日）為尚吉巴蘇丹國第四任蘇丹，並從1890年2月13日起統治尚吉巴至1893年3月5日。期間在1890年6月，他被迫接受成為英國保護國之事實。